# Bahnstrecke Svojšín–Bor
| Kursbuchstrecke (SŽ): | 178                  |                                         |                                       |
| Streckenlänge: | 15,180 km            |                                         |                                       |
| Spurweite: | 1435 mm (Normalspur) |                                         |                                       |
| Streckenklasse: | C3                   |                                         |                                       |
| Streckengeschwindigkeit: | 60 km/h              |                                         |                                       |
| |                      |                                         |                                       |
| \| \| \| von Cheb (vorm. KFJB) \| \| \| \| 0,000 \| Svojšín früher Schweißing-Tschernoschin \| 420 m \| \| \| \| nach Plzeň (vorm. KFJB) \| \| \| \| 4,101 \| Lom u Stříbra früher Lohm-Labes \| 470 m \| \| \| 8,193 \| Holostřevy früher Hollezrieb \| Holostřevy früher Hollezrieb \| \| \| 12,034 \| Skviřín früher Speierling \| 470 m \| \| \| \| von Tachov (vorm. LB Taus–Tachau) \| \| \| \| 15,180 \| Bor früher Haid \| 475 m \| \| \| \| nach Domažlice (vorm. LB Taus–Tachau) \| \| \| \| \| \| \| \| Frühere Namen Stand 1912. \| \| \| \| |                      |                                         |                                       |
| Strecke |                      | von Cheb (vorm. KFJB)                   | von Cheb (vorm. KFJB)                 |
| Bahnhof | 0,000                | Svojšín früher Schweißing-Tschernoschin | 420 m                                 |
| Abzweig geradeaus und nach links |                      | nach Plzeň (vorm. KFJB)                 | nach Plzeň (vorm. KFJB)               |
| Haltepunkt / Haltestelle | 4,101                | Lom u Stříbra früher Lohm-Labes         | 470 m                                 |
| Bahnhof | 8,193                | Holostřevy früher Hollezrieb            | Holostřevy früher Hollezrieb          |
| Haltepunkt / Haltestelle | 12,034               | Skviřín früher Speierling               | 470 m                                 |
| Abzweig geradeaus und von rechts |                      | von Tachov (vorm. LB Taus–Tachau)       | von Tachov (vorm. LB Taus–Tachau)     |
| Bahnhof | 15,180               | Bor früher Haid                         | 475 m                                 |
| Strecke |                      | nach Domažlice (vorm. LB Taus–Tachau)   | nach Domažlice (vorm. LB Taus–Tachau) |
| |                      |                                         |                                       |
| Frühere Namen Stand 1912. |                      |                                         |                                       |

Die Bahnstrecke Svojšín–Bor ist eine regionale Eisenbahnverbindung in Tschechien, die ursprünglich von der Lokalbahn Schweißing–Haid (tschechisch Místní dráha Svojšín–Bor) als durch das Land Böhmen garantierte Lokalbahn errichtet wurde. Sie beginnt in Svojšín (Schweißing) an der Hauptbahn Plzeň–Cheb und führt nach Bor u Tachova (Haid).
Nach einem Erlass der tschechischen Regierung ist die Strecke seit dem 20. Dezember 1995 als regionale Bahn („regionální dráha“) klassifiziert.

## Geschichte
Am 7. Mai 1897 vergab der Gemeindeausschuss von Hayd die Ausarbeitung des Detailprojektes für die Lokalbahn Schweißing-Haid an Johann Korbuly. Korbuly wurde später als Erfinder der Matador-Holzbaukästen bekannt.
Am 23. November 1899 erhielt „die Stadtgemeinde Haid die erbetene Concession zum Baue und Betriebe einer als normalspurige Localbahn auszuführenden Locomotiveisenbahn von der Station Schweißing-Tschernoschin der Staatsbahnlinie Wien–Eger nach Haid“ erteilt. Teil der Konzession war die Verpflichtung, den Bau der Strecke sofort zu beginnen und binnen zwei Jahren fertigzustellen. Die Konzessionsdauer war auf 90 Jahre festgesetzt.
Am 20. September 1903 wurde die Strecke eröffnet. Den Betrieb führten die k.k. Staatsbahnen (kkStB) für Rechnung der Eigentümer aus.
Die Stadt Haid als Konzessionärin gründete 1910 die Aktiengesellschaft Lokalbahn Schweißing–Haid. Deren Stammkapital betrug 478.800 Kronen, aufgeteilt in 2394 Aktien zu je 200 Kronen. Sitz der Gesellschaft war Prag.
Der Fahrplan 1912 verzeichnete drei gemischte Zugpaare 2. und 3. Klasse, die in Schweißing-Tschernoschin jeweils Anschluss an die Züge von und nach Pilsen bzw. Eger hatten. Sie benötigten für die 15 Kilometer lange Strecke nach Haid bergwärts etwa eine Stunde und talwärts zwischen 46 und 48 Minuten.
Nach dem Zerfall Österreich-Ungarns im Oktober 1918 ging die Betriebsführung an die neu gegründeten Tschechoslowakischen Staatsbahnen (ČSD) über.

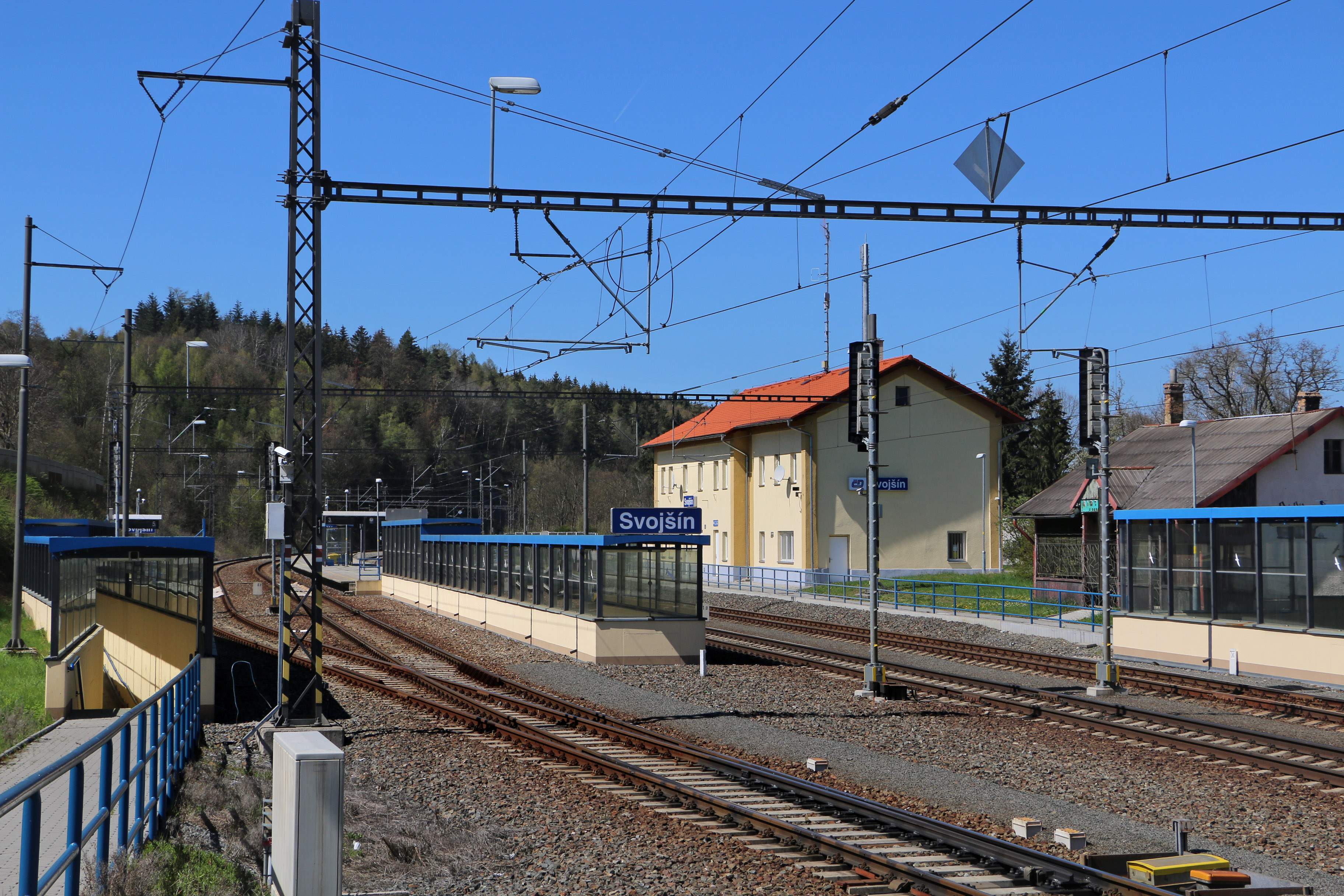
Anschlussbahnhof Svojšín (2016)

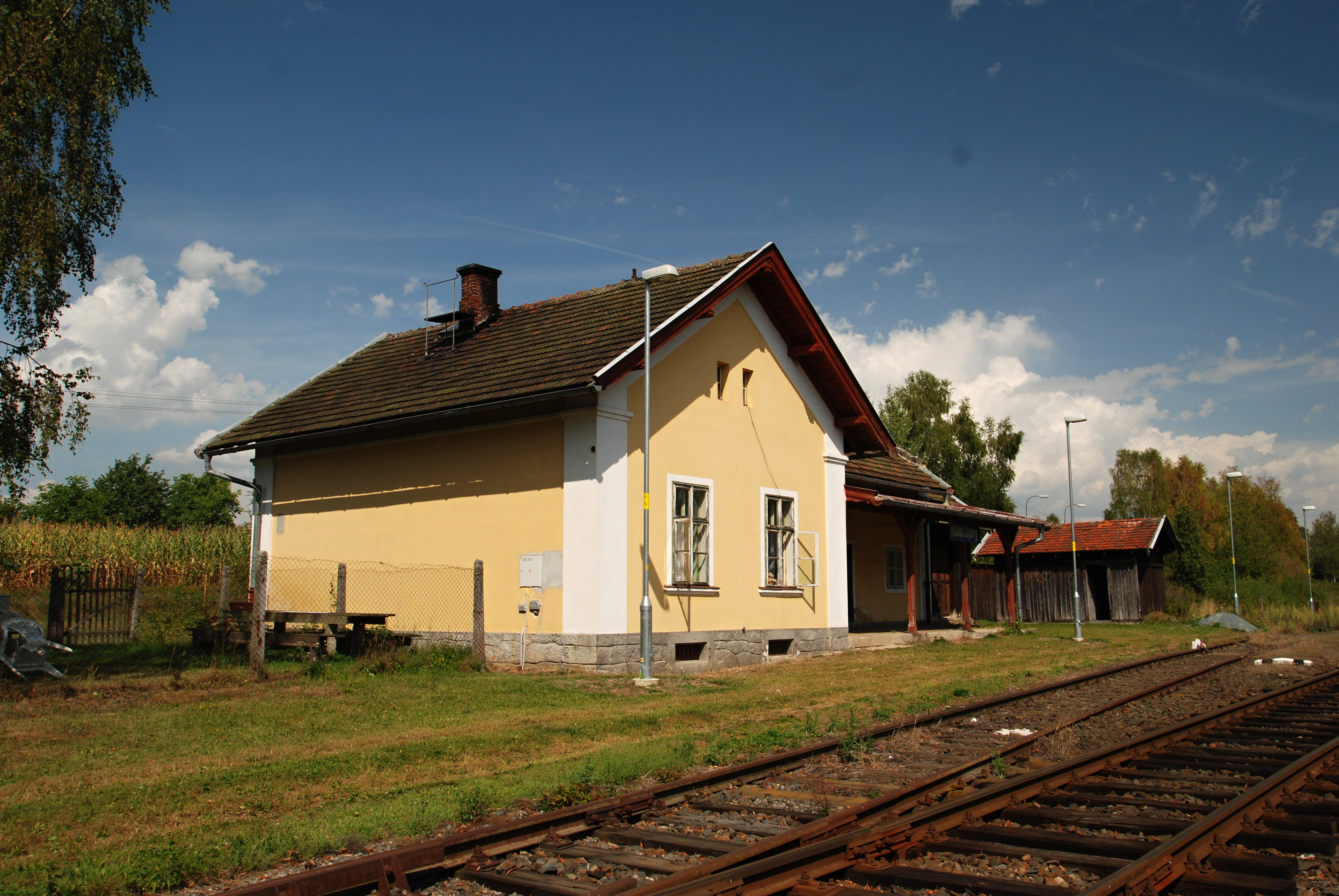
Haltestelle Holostřevy (2012)

Am 1. Januar 1925 wurde die Lokalbahn Schweißing–Haid per Gesetz verstaatlicht und die Strecke wurde ins Netz der ČSD integriert.
Mitte der 1930er Jahre kam es mit dem Einsatz moderner Motorzüge sowohl zu einer signifikanten Verdichtung des Fahrplanes als auch zu einer deutlichen Fahrzeitverkürzung. Der Winterfahrplan von 1937/38 verzeichnete fünf Personenzugpaare 3. Klasse, die alle als Motorzug verkehrten.
Nach der Angliederung des Sudetenlandes an Deutschland im Oktober 1938 kam die Strecke zur Deutschen Reichsbahn, Reichsbahndirektion Regensburg. Im Reichskursbuch war die Verbindung zunächst als Kursbuchstrecke 422t und später als 422k Schweissing-Tschernoschin–Haid (b Tachau) enthalten.
Nach dem Ende des Zweiten Weltkriegs kam die Strecke wieder zu den ČSD. In den 1970er und 1980er Jahren verzeichnete die Strecke den dichtesten Fahrplan ihrer Geschichte, als bis zu acht Reisezugpaare täglich verkehrten.
Am 1. Januar 1993 ging die Strecke im Zuge der Auflösung der Tschechoslowakei an die neu gegründeten České dráhy (ČD) über. Seit 2003 gehört sie zum Netz des staatlichen Infrastrukturbetreibers Správa železniční dopravní cesty (SŽDC).
Mit dem ab 14. Dezember 2014 gültigen Jahresfahrplan 2015 wurde der tägliche Personenverkehr aufgegeben. Seitdem verkehrten nur freitags bis sonntags einige wenige Reisezugpaare. Der letzte Jahresfahrplan 2018 verzeichnete sogar einen durchgehenden Zug mit Fahrradwagen von Plzeň nach Bělá nad Radbuzou, der vom 10. Juni bis 29. September jeweils samstags über die Strecke verkehrte. Der Zug hielt zwischen Svojšín und Bor fahrplanmäßig nicht.
Dieser Radzug fährt auch 2019, nutzt sogar die Strecke auf seinem Rückweg und nicht wie im Vorjahr nur für die Hinfahrt bzw. bauarbeitenbedingt für die Rückfahrt. In diesem Jahr hält er (auf Bedarf) sogar in Holostřevy und Skviřín. Betreiber ist wieder GW Train Regio.
Der reguläre Reiseverkehr endete zum Fahrplanwechsel am 8. Dezember 2018. Begründet wird das mit der teuren Vorhaltung eines Dieseltriebwagens für die wenigen Zugpaare an den Wochenenden.

## Fahrzeugeinsatz
Auf Rechnung der Lokalbahn Schweißing–Haid erwarb die kkStB zwei Lokomotiven der Reihe 97. Die Lokomotiven besaßen die Betriebsnummern 97.229 und 97.230.
Bis zur Auflösung des regulären Personenverkehrs wurde der Zugverkehr ausschließlich mit den zweiachsigen Triebwagen der ČD-Baureihe 810 abgewickelt.
Für den saisonalen Radzug setzt GW Train Regio einen Triebwagen der Linie R25 (Plzeň–Most) mit Fahrradwagen ein.